# Jean-Damien Climonet
Jean-Damien Climonet (né le 27 mars 1969) est un skieur acrobatique français en retraite qui a participé aux Jeux olympiques d'hiver de 1998 à Nagano,. Il a réalisé son meilleur résultat en Championnats du monde en 1997 à Iizuna où il a terminé à la 6e place en sauts acrobatiques. Il a également atteint la 16e place dans la même épreuve aux Jeux olympiques de Nagano. Dans sa meilleure performance en coupe du monde, il a terminé la saison 1996/1997, à la 12e place du classement général et à la 2e du classement des sauts acrobatiques. En 1998, il met fin à sa carrière de skieur.